# Pietro Antonio Fiocco
Pietro Antonio Fiocco (ou Pier Antonio ou Pierre-Antoine ; né le 3 février 1654 à Venise et mort le 3 septembre 1714 à Bruxelles) est un compositeur italien de la fin du XVIIe et du début du XVIIIe siècle.

## Biographie
Si nous ignorons tout de l'enfance de Pietro Antonio Fiocco et de sa formation musicale en Italie, on sait qu'il s'était tôt fait un nom dans les cours européennes, puisque le consul de Hollande le fait venir à Amsterdam. En 1681 paraît le livret d'une Helena rapita da Paride, pour laquelle Fiocco compose quelques parties. La même année, il compose un prologue pour l'Alceste de Ziani chanté à Hanovre la même année.
À l'été 1682, il se rend à Bruxelles pour entrer au service du prince Eugène-Alexandre de Tour et Taxis. Nommé maître de chapelle de l'église Notre-Dame des Victoires, il commence à composer des œuvres religieuses, dont des messes et des motets.
Dès 1694, il prend une part active dans l'établissement de l'Opéra du Quai au Foin, premier théâtre lyrique public de Bruxelles. Il en sera d'ailleurs le principal directeur et passera ensuite à la direction du Théâtre de la Monnaie dès son ouverture en 1700.